# 陶尚德
陶尚德（1487年—1571年），字祖容，號劍峰，江西南康府星子縣栗里人，明朝政治人物。

## 生平
陶尚德是陶淵明的後裔，年幼時父親去世，隨母親改嫁而改姓梁，正德年間尚為諸生時遇上寧王之亂，縣官和學官都棄城逃走，他對眾人說：「先聖宮殿、禮器、樂器還在，應該死守。」寧王朱宸濠離去，而學宮未受破壞。嘉靖元年（1522年），梁尚德中舉人，嘉靖五年（1526年）成進士，授刑部主事，八年四月改任雲南道監察御史，曾上奏《大禮防邊漕糧茶稅》諸疏。復除浙江道御史，十七年五月升大理寺右寺丞，十九年三月升本寺右少卿，二十年九月升都察院右佥都御史。丁憂服闋，二十七年九月復除原職，協管院事。二十九年三月升左副都御史，虏入通州，京师戒严，与定国公徐延德守西直门。十一月升工部右侍郎。
之後他協助吏部，晉工部左侍郎，主持修築外羅城、十王府；晋左侍郎，三十二年三月三载考满，荫其孫梁继为國子生，请求復姓陶。嘉靖三十三年（1554年）三月陞為南京刑部尚書，加太子太保一品俸賜玉，到三十五年（1556年）三月致仕，時年七十，回鄉寫下《賓廬堂稿》、《鷗波亭集》等作品。明穆宗登極，特賜羊酒彩幣慰問他，隆慶六年卒，死後賜諭葬，入祀鄉賢祠。

## 引用
1. 1 2  同治《星子縣志·卷九·人物志上》：陶尚德，字祖容，號劍峰，栗里人，靖節後裔也。正德中為諸生時會宸濠之變，守令學博皆棄城走，公倡於眾曰：「先聖宮殿、籩豆、樂器在焉，宜死守。」濠去，澤宮無恙。嘉靖壬午領鄉薦，丙戌成進士，三年改雲南御史，有《大禮防邊漕糧茶稅》諸疏，至今賴之。為都御史，協吏部考察，晉左司空，築外羅城、修十王府；陞刑部尚書，加太子太保一品俸賜玉，歸田杜門，著《賓廬堂稿》、《鷗波亭集》。穆宗御極，特賜羊酒彩幣存問，卒賜諭葬，祀鄉賢。
2. ↑  《明世宗肅皇帝實錄·卷四百八》：（嘉靖三十三年三月辛丑）陞工部左侍郎陶尚德為南京刑部尚書，廵撫遼東、右副都御史江東為兵部右侍郎兼都察院右僉都御史，總督陝西三邊軍務。
3. ↑  《大明穆宗庄皇帝实录卷之三十二》：隆庆三年（1569年）五月丁巳， 命有司存问原任南京吏部尚书王學夔、刑部尚书陶尚德，以江西巡抚劉光濟言二臣皆年逾八十，齿德俱尊故也。